# Thomas J. Bouchard
Pour les articles homonymes, voir Bouchard.
Thomas J. Bouchard, né le 3 octobre 1937 à Manchester (New Hampshire), est un psychologue, professeur émérite de psychologie et directeur du Minnesota Center for Twin and Adoption Research à l'université du Minnesota. Il s'intéresse particulièrement aux recherches sur les jumeaux, dans une perspective de génétique comportementale.
Selon ResearchGate, Thomas Bouchard a publié plus de 200 articles scientifiques dans des revues à comité de lecture. Il totalise plus de 35 000 selon Google Scholar.

## Biographie
Il obtient son doctorat à l'université de Californie à Berkeley en 1966.
En 1979, Bouchard a étudié l'histoire de jumeaux, Jim Springer et Jim Lewis, qui avaient été séparés à la naissance et ont été réunis à l'âge de 39 ans. Il met en valeur le fait que les deux hommes ont épousé des femmes portant le prénom Linda, puis ont divorcé et se sont tous les deux remariés à des femmes nommées Betty. L'un a donné à son fils le prénom de James Allan, l'autre l'a appelé James Alan, et les deux ont nommé leur chien Toy. Dans la perspective d'étudier la situation de jumeaux élevés séparément, Bouchard a constitué une équipe de chercheurs pour cette recherche intitulée Minnesota Study of Twins Reared Apart (MISTRA), et a demandé une subvention scientifique en 1981, en soulignant que ses résultats suggéraient une très forte influence génétique sur pratiquement tous les éléments médicaux et psychologiques. L'étude commencée en 1979 a été conclue en 2000
En 1994, il a été l'un des 52 signataires de Mainstream Science on Intelligence, écrit par Linda Gottfredson et publié dans le Wall Street Journal en réponse aux assertions du livre The Bell Curve paru la même année. L'année suivante, il a fait partie du groupe de travail organisé par l'Association américaine de psychologie Intelligence: Knowns and Unknowns.
Il a été rédacteur en chef-adjoint des revues Behavior Genetics et Journal of Applied Psychology.

## Distinctions
- 1993 : président de la Behavior Genetics Association (BGA)[10]
- 1995 : Distinguished Scientist Lecturer de l'Association américaine de psychologie (APA)[11]
- 2001 : Theodosius Dobjansky Memorial Award (génétique) de la BGA.
- 2005 : Prix Kistler
- 2010 : Lifetime Achievement Award de l'International Society for Intelligence Research[12]
- 2014 : médaille d'or, Life Achievement in the Science of Psychology de l'American Psychological Fondation[13],[5].

## Publications
- « Intelligence: Knowns and Unknowns », The American Psychologist, vol. 51, no 2,‎ février 1996, p. 77–101 (DOI 10.1037/0003-066X.51.2.77, lire en ligne).
- « Personality similarity in twins reared apart and together », Journal of Personality and Social Psychology, vol. 54, no 6,‎ juin 1988, p. 1031–1039 (PMID 3397862, DOI 10.1037/0022-3514.54.6.1031, lire en ligne).
- « Sources of human psychological differences: the Minnesota Study of Twins Reared Apart », Science, vol. 250, no 4978,‎ octobre 1990, p. 223–8 (PMID 2218526, DOI 10.1126/science.2218526, lire en ligne).
- « Familial studies of intelligence: a review », Science, vol. 212, no 4498,‎ mai 1981, p. 1055–9 (PMID 7195071, DOI 10.1126/science.7195071, lire en ligne).
- « Adjustment of twin data for the effects of age and sex », Behavior Genetics, vol. 14, no 4,‎ juillet 1984, p. 325–343 (PMID 6542356, DOI 10.1007/BF01080045).